# Безпалова Ольга Ігорівна
Ольга Ігорівна Безпалова (17 червня 1980, Харків) — український вчений, юрист. Доктор юридичних наук (2015), професор (2016).

## Життєпис
Народилася 17 червня 1980 року в місті Харків. У 1987 пішла до середньої школи № 112 м. Харкова, а у 1997 закінчила її. У 1980 вступила до факультету управління та інформатики Національного університету внутрішніх справ, після закінчення якого у 2002 році вступила до ад'юнктури Національного університету внутрішніх справ. Після закінчення ад'юнктури до 2006 року працювала на кафедрі управління в органах внутрішніх справ старшим викладачем. З 1997 року — на службі в органах МВС.
З 2006 по 2014 роки працювала у науково-дослідних лабораторіях Харківського національного університету внутрішніх справ на посадах старшого наукового співробітника, провідного наукового співробітника та начальника.
З 2014 року — завідувач кафедри адміністративної діяльності поліції факультету № 3 Харківського національного університету внутрішніх справ.
У 2015 році захистила докторську дисертацію за темою «Адміністративно-правовий механізм реалізації правоохоронної функції держави» (спеціальність 12.00.07 — адміністративне право і процес; фінансове право; інформаційне право).

## Творчість
Є автором та співвавтором більше 150 наукових та навчально-методичних праць, зокрема: 3 монографій, 5 підручників, 6 науково-практичних коментарів нормативно-правових актів, 4 навчальних посібників, 20 науково-практичних рекомендацій.
Серед наукових інтересів О. І. Безпалової — вивчення особливостей реалізації правоохоронної функції держави, удосконалення адміністративно-правового та інституційного забезпечення реалізації правоохоронної функції держави.
Під науковим керівництвом захищено 11 кандидатських дисертацій.

## Публікації (основні)
- Безпалова О. І. Адміністративно-правовий механізм реалізації правоохоронної функції держави: монографія / О. І. Безпалова. — Х. : НікаНова, 2014. — 544 с.
- Закон України «Про Національну поліцію»: наук.-практ. комент. / МВС України, Харків. нац. ун-т внутр. справ; за заг. ред. д-ра юрид. наук, доц. В. В. Сокуренка ; [О. І. Безпалова, К. Ю. Мельник, О. О. Юхно та ін.; передм. В. В. Сокуренка]. — Харків, 2016. — 408 с.
- Науково-практичний коментар Митного кодексу України / За заг. ред. Додіна Є. В. ; [Є. В. Додін, О. І. Безпалова, В. Г. Гриценко, Д. В. Журавльов та ін.]. — К.: «Центр учбової літератури», 2016. — 488 с.
- Науково-практичний коментар Кодексу адміністративного судочинства України / За заг. ред. С. В. Пєткова ; Н. О. Армаш, О. І. Безпалова, О. В. Джафарова та ін.. — К.: «Центр учбової літератури», 2016. — 384 с.
- Міграційне право України: підручник / [С. М. Гусаров, А. Т. Комзюк, О. Ю. Салманова та ін.]; за заг. ред. д-ра юрид. наук, чл.-кор. НАПрН України С. М. Гусарова ; МВС України, Харків. Нац. ун-т внутр. справ. — Харків: ХНУВС, 2016. — 296 с. [О. І. Безпалова: С. 89-113].
- Адміністративна відповідальність за правопорушення пов'язані з корупцією: науково-практичний посібник / Бугайчук К. Л., Безпалова О. І., Джафарова О. В., Іванцов В. О., Шатрава С. О.. — Харків: Харк. нац. ун-т внутр. справ, 2016. — 98 с.
- Довідник працівника патрульної поліції (інформаційно-довідкові матеріали з адміністративно-правових питань) / авт. кол.: Гусаров С. М., Головко О. М., Безпалова О. І., Панова О. О., Резанов С. А., Джафарова О. В., Шатрава С. О., Іванцов В. О., Завальний М. В. — Х.: Харк. нац. ун-т внутр. справ, 2015. — 144 с.
- Пам'ятка працівника патрульної поліції / авт. кол.: Гусаров С. М., Безпалова О. І., Резанов С. А., Завальний М. В. — Х.: Харк. нац. ун-т внутр. справ, 2015. — 16 с.
- Адміністративне право України. Особлива частина. Академічний курс: підручник / за заг. ред. акад. НАПрН України О. М. Бандурки. — Х.: Золота миля, 2013. — 840 с. [О. І. Безпалова: С. 127—164].
- Міжнародна поліцейська енциклопедія: У 8 т. / В. В. Чернєй, В. Я. Тацій, Ю. С. Шемшученко, Ю. І. Римаренко, О. І. Безпалова та ін. — К.: Атіка, 2014. — Т. VIII. Інформаційно-аналітична, освітня та наукова діяльність, психологічні засади поліцейської служби; міжнародне співробітництво. — 1132 с.
- Адміністративне право України. Загальна частина. Академічний курс: підручник: [за заг. ред. акад. НАПрН України О. М. Бандурки ]. — Х.: Золота миля, 2011. — 584 с. [О. І. Безпалова: С. 536—559].
- Проблеми протидії ОВС транснаціональній злочинності: наук.-практ. посіб. / [Вербенський М. Г., Сущенко В. Д., Берлач А. І., Безпалова О. І. та ін.]. — Х.: ХНУВС, 2010. — 288 с. [О. І. Безпалова: С. 115—147, 261—280].